# Trương Quả Lão

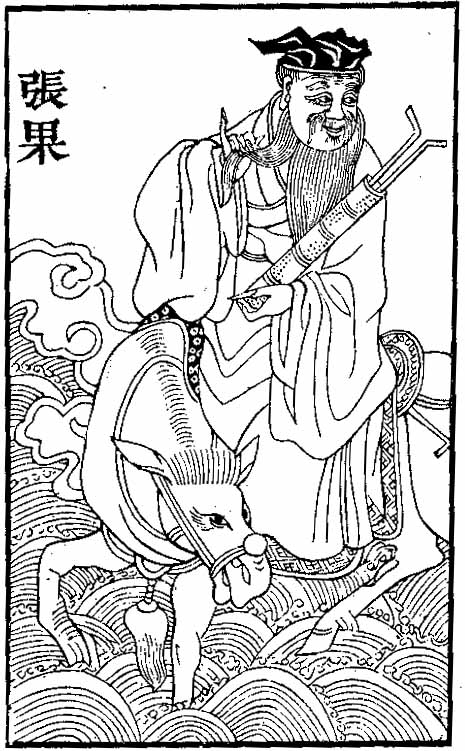
Trương Quả Lão cưỡi lừa, tay cầm ngư cổ.

Trương Quả Lão (tiếng Trung: 張果老; bính âm: Zhāng Guǒ Lǎo; Wade-Giles: Chang Kuo Lao; 596-735), còn có tên là Trương Quả (張果), là một trong số 8 vị Tiên (Bát Tiên) của Đạo giáo. Cùng với Hán Chung Li và Lã Động Tân, ông là vị tiên có nguyên mẫu là nhân vật có thật trong lịch sử; các vị tiên còn lại chỉ có trong truyền thuyết. Ông có tên thật là Trương Quả, được ghi chép trong Cựu Đường thư hay Tân Đương thư hoặc Đại Đường tân ngữ, quyển 10. Sự xuất hiện của ông được cho là bắt đầu từ khoảng giữa hay cuối thế kỷ 7 và kết thúc vào khoảng giữa thế kỷ 8 như là một thuật sĩ giang hồ được dân gian sau này thêu dệt thành thần tiên. Từ "Lão" được thêm vào tên của ông có nghĩa là "ông già"

## Cuộc đời
Trương Quả là một đạo sĩ theo trường phái nội đan (方士), sống như là một người tu hành ẩn dật trên núi Điều (條山) tại Hằng Châu (恒州) thời kỳ nhà Đường. Vào thời Võ Tắc Thiên, ông nói rằng mình đã hàng trăm tuổi. Là người tin mãnh liệt vào sự kỳ diệu của thuật gọi hồn, ông cũng nói rằng mình sinh năm Bính Tý thời vua Nghiêu và từng là thị trung của vua Nghiêu trong hiện thân của kiếp trước. Ông cũng được biết đến như là sư phụ của trường phái khí công trong Đạo giáo và có thể không cần ăn uống trong vài ngày, chỉ cần vài chén rượu
Ông là vị tiên kỳ cục nhất trong Bát Tiên, như người ta có thể thấy từ kiểu kung fu được gán cho ông. Kiểu kung fu này bao gồm các bước dịch chuyển như phát ra một cú đá trong khi lưng uốn cong đến mức vai chạm đất. Ông cũng là người rất hoạt náo, thường biến thành vô hình hay uống mật hoa ô đầu (Aconitum spp. - các loài hoa cực độc), hạ các con chim khi chúng đang bay trên trời, cũng như làm héo hoa bằng cách chỉ tay về phía chúng, khi có mặt hoàng đế Huyền Tông.

## Minh họa trong nghệ thuật-văn hóa
Hình ảnh Trương Quả Lão thường xuyên xuất hiện trong các loại tranh, tượng Trung Hoa, hoặc là cùng bảy vị tiên kia, hoặc là một mình, và giống như các vị tiên khác, có thể được thấy trong nhiều đồ vật thông dụng khác nhau có trang trí nghệ thuật. Người ta vẽ hay khắc ông hoặc là đứng hoặc là ngồi, nhưng thường là vẽ ông cưỡi ngược một con lừa trắng (bạch lư), ông có đặc điểm đặc biệt là hay cưỡi lừa ngược, ẩn dụ của hàm ý "Phản bổn quy chân", tiến về phía trước chính là thụt lùi. Biểu tượng của ông là ngư cổ (鱼鼓), là một cái trống tre hình ống với 2 dùi trống bằng sắt mà ông mang theo bên mình, hoặc mang theo một chiếc lông phượng hoàng hay một quả đào, tượng trưng cho sự bất tử. Do ông tượng trưng cho tuổi già nên theo tín ngưỡng của Đạo giáo, áp dụng trong phong thủy, người ta thường cũng hay đặt tranh hay tượng Trương Quả Lão trong nhà hay giường của người cao tuổi để cầu mong họ có được sự trường thọ và một sự ra đi tự nhiên, tốt lành. Hình ông cưỡi lừa ban con cái cho cặp đôi mới cưới cũng có thể thấy tại nơi làm lễ cho cuộc hôn nhân của những người theo Đạo giáo.

## Truyền thuyết

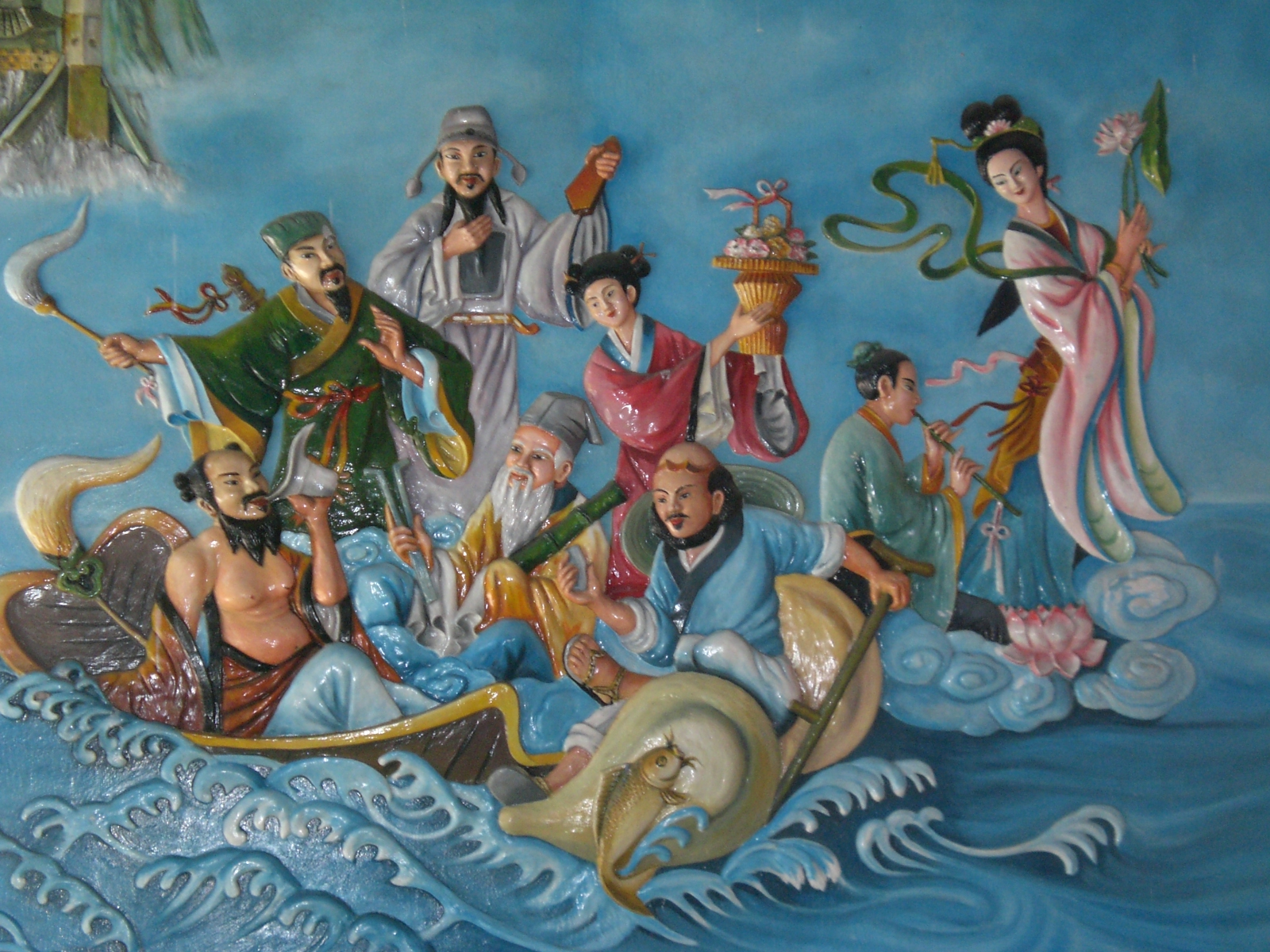
Hình bát tiên tại Huế. Trương Quả Lão là người đang ngồi có áo vàng, râu bạc và tay cầm ngư cổ.

Trương Quả Lão được biết đến như là vị tiên thường xuất hiện và vãng lai tới khu vực sông Phần & đất Tấn và mỗi ngày ông có thể đi hàng nghìn lý trên lưng con lừa trắng. Khi cuộc du hành kết thúc, ông gập con lừa lại và bỏ vào trong túi hay trong một chiếc hộp nhỏ. Khi cần dùng tới, ông lại thổi hơi hay phun nước vào và con lừa lại hoạt động trở lại.
Trương Quả Lão cũng là người thích uống và nấu rượu. Ông làm rượu từ cây cỏ như một thú vui. Các vị tiên khác trong Bát Tiên uống rượu của ông và họ tin rằng các loại rượu này có thể chữa bệnh hay tốt cho sức khỏe.
Các hoàng đế nhà Đường (Thái Tông và Cao Tông) thường mời Trương Quả Lão vào triều, nhưng ông thường khước từ. Một lần, khi Võ Tắc Thiên cho mời, ông đã đồng ý vào triều nhưng lại giả chết để không vào. Đến thời Huyền Tông, người ta lại thấy ông vãng lai trong vùng núi Hằng Châu.
Năm Khai Nguyên thứ 21 (733) thời Huyền Tông nhà Đường, Trương Quả Lão được mời tới Lạc Dương, ông từ chối không tới, cho dù Huyền Tông đã cho thông sự xá nhân Bùi Ngộ tới mời. Sau phải cho trung thư xá nhân Từ Kiệu đem thư mời có đóng ấn của hoàng đế thì ông mới tới. Huyền Tông nghi ngờ không biết ông là thần tiên hay ma quỷ nên cho gọi sư Dạ Quang Giả, một người có thể nhìn thấu ma quỷ, bí mật quan sát xem ông là ai nhưng cũng chịu bó tay, không thể biết. Huyền Tông thích những chuyện thần tiên, lại thêm công chúa Ngọc Chân cũng là người mộ đạo, nên muốn gả công chúa này cho Trương Quả Lão nhưng ông chỉ cười to mà không phụng chiếu.
Trương Quả Lão được người ta tin là có thể chuyển dạng thành dơi, một biểu tượng khác của sự vĩnh cửu. Vào thời gian đó, một đạo sĩ nổi tiếng là Diệp Pháp Thiện (葉法善) rất được tin dùng vì khả năng gọi hồn của ông. Khi hoàng đế Huyền Tông hỏi Trương Quả Lão là ai, vị đạo sĩ này tâu "Thần biết, nhưng nếu thần nói với Bệ hạ thì thần phải chết ngay dưới chân Bệ hạ, vì thế thần sẽ không nói, trừ khi Bệ hạ hứa rằng sẽ đi chân đất và đầu trần tới tạ lỗi với Trương Quả Lão thì thần mới sống lại được". Huyền Tông hứa và Pháp Thiện đã tâu rằng: "Trương Quả Lão là con dơi trắng sinh ra từ hỗn nguyên". Vừa dứt lời thì Pháp Thiện gục xuống và chết ngay dưới chân hoàng đế. Huyền Tông làm theo lời hứa, đi chân đất và đầu trần tới chỗ Trương Quả Lão tạ tội. Sau khi Huyền Tông khẩn cầu Quả Lão tha tội cho mình vì tính tò mò, Trương Quả Lão đã tưới nước vào mặt Pháp Thiện và ông này sống lại.
Sau đó, Trương Quả Lão muốn quay về núi và Huyền Tông ưng cho. Ông được Huyền Tông ban cho làm Ngân Thanh quang lộc đại phu, hiệu Thông Huyền tiên sinh, ban cho 300 thếp lụa và 2 kẻ hầu hạ. Ông chết ở huyện Bồ Ngô, Hằng Châu nhưng khi các môn sinh mở nắp quan tài của ông thì họ chỉ thấy rỗng không.